# Bein' Green
Bein' green (ook afgekort tot Green; Nederlandse titel: Het valt niet mee om groen te zijn) is een lied dat in 1970 door Joe Raposo werd geschreven voor het eerste seizoen van het Amerikaanse Sesame Street. Het werd oorspronkelijk gezongen door (Jim Henson als) Kermit de Kikker en is samen met The Rainbow Connection een van de bekendste originele Muppet-nummers.
In het eerste stuk van het lied weeklaagt Kermit over zijn groene kleur, die volgens hem zo gewoontjes en weinig speciaal is. Gaandeweg komt hij erachter dat groen eveneens de kleur is van veel mooie en krachtige zaken, iets wat hem uiteindelijk trots maakt op de kleur. Hij zou zich geen betere kleur kunnen wensen.